# 松戸市立栗ヶ沢中学校
松戸市立栗ヶ沢中学校 (まつどしりつ くりがさわちゅうがっこう)は、千葉県松戸市小金原にある公立中学校。

## 沿革
- 1970年4月1日 - 松戸三中、松戸四中、小金中より分離独立開校。
- 1972年6月22日 - プール完成。
- 1972年3月8日 - 教室増設。
- 1975年3月22日 - 校舎増設。
- 1978年4月1日 - 松戸市立根木内中学校の分離独立開校に伴い一部学区変更。
- 1982年2月1日 - 格技場完成。
- 1988年3月20日 - 弓道場完成。
- 1991年2月10日 - 食堂完成。
- 1992年10月6日 - 大規模改修工事終了。
- 1999年2月15日 - 新体育館完成。
- 2020年3月12日 - 新型コロナウイルス感染防止対策のため臨時休校。

## 概要
学校教育目標は夢を持ち、希望に燃え、努力する生徒。

## 学区
小金原五～九丁目、金ケ作五本木外（87番地～92番地）、騎射立場（93番地～98番地）、佐野（99番地～117番地）、小塚前（118番地～143番地）、大作（144番地～147番地、158番地～165番地）、ホダシ内（166番地～173番地、195番地～204番地）、横堀（205番地～221番地）、小作台（222番地～232番地）、小作（233番地～243番地）、野中（244番地～253番地）、栗ヶ沢木戸前（752番地～773番地）、往還通（774番地～789番地）、大道通（790番地～807番地）、笹塚（808番地～831番地）、小金小西（1,708番地～1,709番地）

## 交通
- 京成松戸線常盤平駅北口より徒歩約14分
- 京成バス栗ヶ沢中学校バス停より下車すぐ前